# Llista d'asteroides/179901-180000
| Nom      | Designació provisional | Data de descobriment   | Lloc de descobriment | Descobridor/s               |
| -------- | ---------------------- | ---------------------- | -------------------- | --------------------------- |
| 179901 - | 2002 UA67              | 30 d'octubre de 2002   | Apache Point         | SDSS                        |
| 179902 - | 2002 VO4               | 4 de novembre de 2002  | Palomar              | NEAT                        |
| 179903 - | 2002 VK7               | 4 de novembre de 2002  | Haleakala            | NEAT                        |
| 179904 - | 2002 VE11              | 1 de novembre de 2002  | Palomar              | NEAT                        |
| 179905 - | 2002 VE13              | 4 de novembre de 2002  | Palomar              | NEAT                        |
| 179906 - | 2002 VN17              | 5 de novembre de 2002  | Socorro              | LINEAR                      |
| 179907 - | 2002 VL20              | 5 de novembre de 2002  | Kvistaberg           | Uppsala-DLR Asteroid Survey |
| 179908 - | 2002 VU22              | 5 de novembre de 2002  | Socorro              | LINEAR                      |
| 179909 - | 2002 VJ23              | 5 de novembre de 2002  | Socorro              | LINEAR                      |
| 179910 - | 2002 VN24              | 5 de novembre de 2002  | Socorro              | LINEAR                      |
| 179911 - | 2002 VZ27              | 5 de novembre de 2002  | Anderson Mesa        | LONEOS                      |
| 179912 - | 2002 VZ28              | 5 de novembre de 2002  | Anderson Mesa        | LONEOS                      |
| 179913 - | 2002 VU29              | 5 de novembre de 2002  | Socorro              | LINEAR                      |
| 179914 - | 2002 VF34              | 5 de novembre de 2002  | Socorro              | LINEAR                      |
| 179915 - | 2002 VE35              | 5 de novembre de 2002  | Socorro              | LINEAR                      |
| 179916 - | 2002 VM40              | 5 de novembre de 2002  | Socorro              | LINEAR                      |
| 179917 - | 2002 VF43              | 4 de novembre de 2002  | Palomar              | NEAT                        |
| 179918 - | 2002 VZ47              | 5 de novembre de 2002  | Socorro              | LINEAR                      |
| 179919 - | 2002 VL48              | 5 de novembre de 2002  | Socorro              | LINEAR                      |
| 179920 - | 2002 VQ48              | 5 de novembre de 2002  | Socorro              | LINEAR                      |
| 179921 - | 2002 VL49              | 5 de novembre de 2002  | Anderson Mesa        | LONEOS                      |
| 179922 - | 2002 VA51              | 6 de novembre de 2002  | Anderson Mesa        | LONEOS                      |
| 179923 - | 2002 VO58              | 6 de novembre de 2002  | Haleakala            | NEAT                        |
| 179924 - | 2002 VM59              | 3 de novembre de 2002  | Haleakala            | NEAT                        |
| 179925 - | 2002 VO59              | 3 de novembre de 2002  | Haleakala            | NEAT                        |
| 179926 - | 2002 VV68              | 7 de novembre de 2002  | Anderson Mesa        | LONEOS                      |
| 179927 - | 2002 VA69              | 8 de novembre de 2002  | Socorro              | LINEAR                      |
| 179928 - | 2002 VJ69              | 8 de novembre de 2002  | Socorro              | LINEAR                      |
| 179929 - | 2002 VY72              | 7 de novembre de 2002  | Socorro              | LINEAR                      |
| 179930 - | 2002 VV75              | 7 de novembre de 2002  | Socorro              | LINEAR                      |
| 179931 - | 2002 VY77              | 7 de novembre de 2002  | Socorro              | LINEAR                      |
| 179932 - | 2002 VL78              | 7 de novembre de 2002  | Socorro              | LINEAR                      |
| 179933 - | 2002 VW79              | 7 de novembre de 2002  | Socorro              | LINEAR                      |
| 179934 - | 2002 VV80              | 7 de novembre de 2002  | Socorro              | LINEAR                      |
| 179935 - | 2002 VH81              | 7 de novembre de 2002  | Socorro              | LINEAR                      |
| 179936 - | 2002 VY81              | 7 de novembre de 2002  | Socorro              | LINEAR                      |
| 179937 - | 2002 VM85              | 11 de novembre de 2002 | Anderson Mesa        | LONEOS                      |
| 179938 - | 2002 VK88              | 11 de novembre de 2002 | Socorro              | LINEAR                      |
| 179939 - | 2002 VK89              | 11 de novembre de 2002 | Socorro              | LINEAR                      |
| 179940 - | 2002 VJ90              | 11 de novembre de 2002 | Anderson Mesa        | LONEOS                      |
| 179941 - | 2002 VK96              | 11 de novembre de 2002 | Anderson Mesa        | LONEOS                      |
| 179942 - | 2002 VQ104             | 12 de novembre de 2002 | Socorro              | LINEAR                      |
| 179943 - | 2002 VA106             | 12 de novembre de 2002 | Socorro              | LINEAR                      |
| 179944 - | 2002 VD109             | 12 de novembre de 2002 | Socorro              | LINEAR                      |
| 179945 - | 2002 VF109             | 12 de novembre de 2002 | Socorro              | LINEAR                      |
| 179946 - | 2002 VK113             | 13 de novembre de 2002 | Palomar              | NEAT                        |
| 179947 - | 2002 VB114             | 13 de novembre de 2002 | Palomar              | NEAT                        |
| 179948 - | 2002 VQ125             | 14 de novembre de 2002 | Socorro              | LINEAR                      |
| 179949 - | 2002 WR5               | 23 de novembre de 2002 | Palomar              | NEAT                        |
| 179950 - | 2002 WW5               | 23 de novembre de 2002 | Palomar              | NEAT                        |
| 179951 - | 2002 WW6               | 24 de novembre de 2002 | Palomar              | NEAT                        |
| 179952 - | 2002 WH8               | 24 de novembre de 2002 | Palomar              | NEAT                        |
| 179953 - | 2002 WL10              | 24 de novembre de 2002 | Palomar              | NEAT                        |
| 179954 - | 2002 WO10              | 24 de novembre de 2002 | Palomar              | NEAT                        |
| 179955 - | 2002 WN16              | 28 de novembre de 2002 | Haleakala            | NEAT                        |
| 179956 - | 2002 WV18              | 30 de novembre de 2002 | Socorro              | LINEAR                      |
| 179957 - | 2002 WF20              | 25 de novembre de 2002 | Palomar              | S. F. Hönig                 |
| 179958 - | 2002 WJ20              | 23 de novembre de 2002 | Palomar              | S. F. Hönig                 |
| 179959 - | 2002 XO                | 1 de desembre de 2002  | Socorro              | LINEAR                      |
| 179960 - | 2002 XF2               | 1 de desembre de 2002  | Socorro              | LINEAR                      |
| 179961 - | 2002 XV3               | 2 de desembre de 2002  | Socorro              | LINEAR                      |
| 179962 - | 2002 XZ3               | 2 de desembre de 2002  | Socorro              | LINEAR                      |
| 179963 - | 2002 XO8               | 2 de desembre de 2002  | Socorro              | LINEAR                      |
| 179964 - | 2002 XT8               | 2 de desembre de 2002  | Socorro              | LINEAR                      |
| 179965 - | 2002 XW13              | 3 de desembre de 2002  | Palomar              | NEAT                        |
| 179966 - | 2002 XJ20              | 2 de desembre de 2002  | Socorro              | LINEAR                      |
| 179967 - | 2002 XE23              | 5 de desembre de 2002  | Socorro              | LINEAR                      |
| 179968 - | 2002 XH28              | 5 de desembre de 2002  | Socorro              | LINEAR                      |
| 179969 - | 2002 XM33              | 7 de desembre de 2002  | Palomar              | NEAT                        |
| 179970 - | 2002 XG34              | 5 de desembre de 2002  | Socorro              | LINEAR                      |
| 179971 - | 2002 XQ34              | 6 de desembre de 2002  | Socorro              | LINEAR                      |
| 179972 - | 2002 XV34              | 6 de desembre de 2002  | Socorro              | LINEAR                      |
| 179973 - | 2002 XZ36              | 6 de desembre de 2002  | Socorro              | LINEAR                      |
| 179974 - | 2002 XE37              | 7 de desembre de 2002  | Socorro              | LINEAR                      |
| 179975 - | 2002 XV41              | 6 de desembre de 2002  | Socorro              | LINEAR                      |
| 179976 - | 2002 XS42              | 8 de desembre de 2002  | Kitt Peak            | Spacewatch                  |
| 179977 - | 2002 XA43              | 9 de desembre de 2002  | Kitt Peak            | Spacewatch                  |
| 179978 - | 2002 XR46              | 7 de desembre de 2002  | Socorro              | LINEAR                      |
| 179979 - | 2002 XS48              | 10 de desembre de 2002 | Socorro              | LINEAR                      |
| 179980 - | 2002 XB49              | 10 de desembre de 2002 | Socorro              | LINEAR                      |
| 179981 - | 2002 XV51              | 10 de desembre de 2002 | Socorro              | LINEAR                      |
| 179982 - | 2002 XB52              | 10 de desembre de 2002 | Socorro              | LINEAR                      |
| 179983 - | 2002 XE52              | 10 de desembre de 2002 | Socorro              | LINEAR                      |
| 179984 - | 2002 XQ53              | 10 de desembre de 2002 | Palomar              | NEAT                        |
| 179985 - | 2002 XX55              | 10 de desembre de 2002 | Palomar              | NEAT                        |
| 179986 - | 2002 XF62              | 11 de desembre de 2002 | Socorro              | LINEAR                      |
| 179987 - | 2002 XN62              | 11 de desembre de 2002 | Socorro              | LINEAR                      |
| 179988 - | 2002 XQ66              | 10 de desembre de 2002 | Socorro              | LINEAR                      |
| 179989 - | 2002 XU71              | 11 de desembre de 2002 | Socorro              | LINEAR                      |
| 179990 - | 2002 XX75              | 11 de desembre de 2002 | Socorro              | LINEAR                      |
| 179991 - | 2002 XO78              | 11 de desembre de 2002 | Socorro              | LINEAR                      |
| 179992 - | 2002 XE80              | 11 de desembre de 2002 | Socorro              | LINEAR                      |
| 179993 - | 2002 XT81              | 11 de desembre de 2002 | Socorro              | LINEAR                      |
| 179994 - | 2002 XH85              | 11 de desembre de 2002 | Socorro              | LINEAR                      |
| 179995 - | 2002 XY95              | 5 de desembre de 2002  | Socorro              | LINEAR                      |
| 179996 - | 2002 XW102             | 5 de desembre de 2002  | Socorro              | LINEAR                      |
| 179997 - | 2002 XY108             | 6 de desembre de 2002  | Socorro              | LINEAR                      |
| 179998 - | 2002 XL115             | 2 de desembre de 2002  | Socorro              | LINEAR                      |
| 179999 - | 2002 YL                | 27 de desembre de 2002 | Anderson Mesa        | LONEOS                      |
| 180000 - | 2002 YT                | 27 de desembre de 2002 | Anderson Mesa        | LONEOS                      |